# Tiffany Hwang
Stephanie Young Hwang (hangul: 스테파니 황), mer känd under artistnamnet Tiffany (hangul: 티파니) eller Tiffany Young, född 1 augusti 1989 i Kalifornien, är en amerikansk-sydkoreansk sångerska och skådespelare.
Hon har varit medlem i den sydkoreanska tjejgruppen Girls' Generation sedan gruppen debuterade 2007, samt i undergruppen TaeTiSeo sedan 2012. Tiffany släppte sitt solo-debutalbum I Just Wanna Dance den 11 maj 2016. Sedan 2017 har Tiffany bott och arbetat i Los Angeles, varifrån hon i juni 2018 debuterade på den amerikanska marknaden med singeln Over my Skin.

## Diskografi

### Album
| Albuminformation                                    | Topplacering          | Topplacering   |
| Albuminformation                                    | Sydkorea (Gaon Chart) | Japan (Oricon) |
| --------------------------------------------------- | --------------------- | -------------- |
| I Just Wanna Dance (EP-skiva) - Släppt: 11 maj 2016 | 3                     | 41             |

### Singlar
| År   | Titel                                             | Topplacering          | Topplacering   |
| År   | Titel                                             | Sydkorea (Gaon Chart) | Japan (Oricon) |
| ---- | ------------------------------------------------- | --------------------- | -------------- |
| 2016 | "I Just Wanna Dance"                              | 10                    | —              |
| 2016 | "Heartbreak Hotel" (ft. Simon Dominic) SM Station | 84                    | —              |

### Soundtrack
| År   | Titel                        | Topplacering          | Serie                |
| År   | Titel                        | Sydkorea (Gaon Chart) | Serie                |
| ---- | ---------------------------- | --------------------- | -------------------- |
| 2009 | "By Myself"                  | —                     | Ja Myung Go          |
| 2010 | "Ring"                       | 26                    | Haru                 |
| 2012 | "Because It's You"           | 42                    | Love Rain            |
| 2012 | "Rise & Shine" (med Kyuhyun) | 37                    | To the Beautiful You |
| 2013 | "One Step Closer"            | 39                    | All About My Romance |
| 2015 | "Only One"                   | 90                    | Blood                |

## Filmografi

### Film
| År   | Titel             | Roll      |
| ---- | ----------------- | --------- |
| 2014 | My Brilliant Life | cameoroll |

### TV-serier
| År   | Titel                | Kanal | Roll      |
| ---- | -------------------- | ----- | --------- |
| 2008 | Unstoppable Marriage | KBS2  | cameoroll |
| 2015 | The Producers        | KBS2  | cameoroll |